# 杰克·汤普森
约翰·布鲁斯·“杰克”·汤普森（英語：John Bruce "Jack" Thompson，1951年7月25日—），美国社会活动家、已被除牌律师。汤普森凭借反对电子游戏，尤其是暴力和色情电子游戏的活动家身份走红。担任律师期间，汤普森将他打的官司着力于他察觉到的现代文化中的猥亵元素，涵盖说唱音乐、电台游侠霍华德·斯特恩的广播和涉嫌影响到儿童的计算机和电子游戏内容。
汤普森还因向佛罗里达州律师协会递交异常存档而著名，曾于1993年挑战协会的合宪性。后来佛州最高法院称他的存档“反复、轻薄且侮辱法庭的整体性。”2008年3月20日，佛州最高法院制裁汤普森，要求他以后在法庭中的存档必须由他本人以外的律师协会成员签署。2008年7月，佛州最高法院因其作出虚假法庭陈述和贬低羞辱当事人的不当行动，永久剥夺他的律师资格。

## 早年
成长于俄亥俄州克里夫兰，汤普森曾就读于俄亥俄州凯霍加瀑布高中和丹尼森大学。在大学广播站自办政治谈话节目让他受到媒体关注。在范德比尔特大学法学院求学时，他遇到了日后的终身伴侣帕特里夏。1976年，他搬到佛罗里达州，先后担任律师和基督教神父基金筹措人，加入基·比斯坎长老会，重生为基督教徒。汤普森承认他当律师时“有着丰富多彩的纪律处分历史”。

## 早期官司

### 尼尔·罗杰斯秀
1988年，汤普森杠上WIOD电台节目主持人尼尔·罗杰斯，说罗杰斯在节目中播放恶搞歌曲《男生早上要做爱》，要联邦通信委员会罚WIOD1万美元。汤普森还起诉电台1987年12月的节目违反停止骚扰他的协议。其后八个月，汤普森录下罗杰斯的所有节目，记下4万个提到他名字的内容。他说自己和电台达成协议，其中一个条款是每提到他的名字一次就罚款5000美元，加起来就是自己要索偿的2亿美元。

### 珍妮特·雷诺
汤普森最初认识珍妮特·雷诺是在1975年11月，当时他申请担任佛罗里达州迈阿密-戴德县的助理地方检察官，但没有被录用。1988年，他与时任戴德县检察官珍妮特·雷诺争夺检察官职位，回应珍妮特之前驳回他对尼尔·罗杰斯的起诉。汤普森在竞选活动中交给珍妮特一封信，要求填写一份问卷，确认自己是同性恋、双性恋还是异性恋。汤普森说珍妮特那时把手搭在他肩膀上，说“只对有男子气慨的男人感兴趣，这就是我不被你吸引的原因”。事后他向警方报案，指控她摸自己属于非法侵犯。对此，珍妮特请求佛罗里达州州长鲍勃·马丁内斯任命特别检察官调查案件。特别检察官驳回指控，判定案件属于“政治策略”。珍妮特最终凭借69%的票数成功连任。后来珍妮特获提名美国司法部长，汤普森多次指控她是女同性恋，使得珍妮特的支持者、副州长巴迪·麦凯骂他“怪人”。
败选后，汤普森于1990年向珍妮特任董事的社会服务组织迈阿密总机发起政治行动，指控组织在公立学校放置“同性恋教育磁带”。对此，组织联系佛罗里达州最高法院，让法院命令他接受精神检查。汤普森接受检查，结果无大碍。在这之后，汤普森说自己是“全佛罗里达州唯一一位获官方确认理智的律师”。

### 说唱音乐
汤普森在与嘻哈团体2 Live Crew专辑《As Nasty As They Wanna Be》产生争执的事件中名声鹊起（2 Live Crew成员路德·坎贝尔所属公司卢克天行者唱片曾在珍妮特竞选活动期间发歌批判汤普森。1990年1月1日，他致信马丁内斯和珍妮特，要求对方调查专辑是否违反佛罗里达州的淫秽物品法律。尽管州检察官拒绝启动调查，汤普森还是积极游说该州各地官员阻止专辑及N.W.A《走出康普顿》销售。汤普森写文件给反对者的时候，经常会附上驾照的副本，用蝙蝠侠盖住自己的图片。汤普森说，“我把蝙蝠侠的照片发给反对我的人，是想提醒他们，我在扮演蝙蝠侠的角色。就像布鲁斯·韦恩在电影里帮助警察那样，我也要帮助布劳沃德县的警长。”他还戴蝙蝠侠腕表。另外，他将坎贝尔比作小丑。他表示：“跟所有人一样，我十分了解第一修正案是自由社会的奠基石——所以（我是为）受恶意言语中伤的人尽一份责任，这些恶意语言的其中一条是坎贝尔说女人会被性侵害。”
他还提到2 Live Crew的另一首歌《在美国被禁》。他写信给2 Live Crew采样歌曲《生于美国》作者布魯斯·斯普林斯汀的经纪人乔恩·兰多，建议兰多“留心一群给儿童送去有毒垃圾的小丑偷走《生于美国》”，否则自己就要跟全国人民说斯普林斯汀默许了那首歌，因为坎贝尔曾对“第一修正案未能保护2 Live Crew不被起诉表示愤怒”。汤普森还表示，专辑的“社会评价”如同反社会分子拿着AK-47在拥挤的校园开枪，枪的连发机关被皮威·赫曼的政治观点夹住。
其后，2 Live Crew向联邦地区法院起诉布劳沃德县警长，正式作出反击。警长之前告诉当地零售商，出售他们的专辑违反淫秽物品法律，会面临起诉。法庭最终向零售商颁下禁止令，一面认为执法部门的行动属于先行制止言论自由的违反行为，一面裁定专辑实际上是淫秽物品。然而上诉法庭推翻了淫秽物品裁决，理由是单纯播放磁带无法证明作品属于宪法所说的不具备艺术价值。
随着辩论继续进行，汤普森说“（音乐）这个自诩不能画线的产业画了四等分的线”，又表示不会放弃行动，除非“把唱片公司或唱片连锁品牌的头头送进监狱。只有这样，他们才会停止贩运淫秽内容”。《Spin》杂志创办人小鲍勃·古乔内叫汤普森“当代唐吉诃德，如同那位神话人物，与所处的时代格格不入”，认为他的行动无非是要达成两件事：激怒大家、给自己脸上贴金。后来汤普森回应称：“执法部门和我把2 Live Crew的职业生涯打回到一开始在厕所的时候。”
1991年，汤普森又写了一封信，向明尼苏达州总检察长斯基普·汉弗莱，投诉N.W.A的专辑《Niggaz4Life》。汉弗莱警告称，当地唱片店Musicland销售相关专辑的行为违反禁止向未成年人分发有害色情材料的州法律。他将案件转交给明尼阿波利斯市检察官处理，对方裁定专辑部分歌曲若以单曲形式发行，就符合法律的定义，但现在是以专辑形式整体发售，无法起诉。汤普森后来在波士顿发起类似的行动。后来，汤普森批评共和党邀请N.W.A和金主埃里克·"Eazy-E"·怀特举行专场活动。
1992年，汤普森获奧利弗·諾斯创办的“自称”爱国者团体自由联盟（Freedom Alliance）聘任，该团体被《华盛顿邮报》归为“右派”。当时汤普森批评时代华纳宣传Ice-T歌曲《Cop Killer》的行为违反煽动叛乱、煽动暴动、“主张推翻政府”等联邦及州罪名，计划起诉，指涉事歌曲主张杀警察。事件导致时代华纳和Ice-T及其乐队解约，要他们自愿放弃发行收录《Cop Killer》的专辑。
不止嘻哈，汤普森还指控其他音乐表演有淫秽成分，其中就有麦当娜歌曲《證明我的愛》的音乐视频，说视频很色情，要求禁止发行。之后到1996年，汤普森致函媒体公司维亚康姆，批评其子公司MTV广播“物化女性”的节目，要求停止播放所谓的“企业污染品”。他还狙击MTV的广告商，敦促美国陆军撤下征兵广告，声称陆军有性骚扰丑闻，不应招募女性。

## 电子游戏官司

杰克·汤普森担心儿童受电子游戏影响，培养出暴力倾向

汤普森曾严厉批评众多电子游戏，带头反对游戏制作方和发行方。他的基本看法是，暴力电子游戏已多次被青少年用作排练暴力事件计划的“杀人模拟器”，这种游戏和一些校园惨案之间的联系密不可分。他表示：“从每一起校园枪击案中都能找到爱玩游戏的儿童枪手。”另外，他还声称科学研究表明青少年对待游戏环境的方式与成年人不同，从而激发暴力和模仿行为：“如果一些痴狂的大人愿意把他的时间花在玩《侠盗猎车手：罪恶都市》上，这些人必定会思考他为何不做些有益的事情，但当它发生在孩子身上，就会对他们的行为和大脑额叶的发育造成明显的影响。”汤普森称日本公司索尼游戏的泛滥堪比“第二次珍珠港事件”：“许多家长认为零售店不会向17岁以下的孩子出售M级游戏。我们都知道这不可能，而事实上所有研究表明，约50%该年龄段的孩子们可以无视分级走进任何零售店购买任何游戏，而且不会被问话。”
汤普森反驳了电子游戏由言论自由权保护的观点，表示“杀人模拟器从宪法层面上看不受言论自由权保护，甚至没有表达权。它们是危险的真实设备，教孩子高效杀人，爱上这些游戏”，还粗暴表示电子游戏是“精神自慰”。此外，他将暴力游戏的部分动力归咎于军队，称其对士兵面对生命可能终结的可怕事实扣下扳机的物理行为寻找脱离思想的办法。”汤普森进一步声称，其中一些作品基于军事训练和模拟技术，例如创意技术研究所开发的游戏。他认为，由国防部牵头制作游戏，有助于克服士兵杀人的禁欲。他还声称，PlayStation 2的DualShock手柄“每杀一个人，给你的双手带来震动快感。这是伯尔赫斯·弗雷德里克·斯金纳实验室研究出的操作制约、行为矫正行为”。
尽管他处理电子游戏的行为大体上针对青少年，但他在2004年曾碰到一起涉及成年人的案件。这是一起谋杀重罪，29岁的被告小查尔斯·麦考伊（Charles McCoy, Jr.）去年在俄亥俄州哥伦布犯下连环高速公路枪击案。被捕时，从他的酒店客房搜获一台游戏主机和《逃亡大亨》的翻版。尽管不代表麦考伊，还受到麦考伊律师的反对，汤普森还是成功让法院开封麦考伊的住宅搜查令，证实除其他证据外，还找到《紧急状态》、《马克思·佩恩》和《脱狱潜龙》等游戏。然而，他不被允许向麦考伊出示证据，麦考伊辩方团队根据偏狂型精神分裂症坚持精神障碍辩护。

### 早期诉讼
1997年，汤普森代表希斯高中枪击案三名遇害学生的家长提起诉讼。警方调查发现，14岁的嫌犯迈克尔·卡内尔（Michael Carneal）经常玩电脑游戏（包括《毀滅戰士》、《雷神之锤》、《德军总部》、《铁血农夫》、《杀戮夜魔》、《暴战机甲兵》和《生化危機》），亦浏览色情网站。卡内尔还持有电影《邊緣日記》的录像带，该片讲述一名高中学生幻想枪杀老师和同学。案件原告方索要3300万美元的损失补偿费，认为上述游戏及电影制作方、网站运营商向案件未成年人提供有关内容，另他脱敏，产生暴力念头，故存在過失行为。原告方还要求追究“有缺陷”产品制造方的产品责任（据称有缺陷的地方是暴力内容及缺乏警告），以及向未成年人提供相关内容的违反反勒索及受賄組織法的责任。汤普森表示，“我们就是要伤害好莱坞，就是要伤害游戏产业，就是要伤害色情网站。”
诉讼由联邦地区法院发起，但因原告诉求不符合法律定义而被驳回。法院总结称，被告方无法合理预见卡内尔的行为，且无论如何卡内尔的行为都在取代被告方的行为，所以被告方不可能是损害行为近因。另外，法官认为被告方内容的“概念、想法和图像”不构成可被认为有缺陷的“产品”。案件在上诉法庭维持原判。

### 《侠盗猎车手》

#### 法律行动

##### 俄亥俄州
2003年2月，汤普森就俄亥俄州16岁少年达斯汀·林奇（Dustin Lynch）的案件，申请递交法院之友诉状。林奇沉迷《侠盗猎车手III》，因涉嫌杀害乔琳·米什内（JoLynn Mishne），被控严重谋杀罪。法官约翰·隆恩（John Lohn）裁定林奇必须按照成年人模式受审时，汤普森收到米什内父亲的短信，表示“律师最好告诉陪审团那款暴力行为训练这个孩子，教他怎么杀害我们的女儿乔琳。如果他们不做，我做。”
汤普森向检察官、法庭为林奇指定的律师及记者发去提议，自荐出任林奇的律师。但是，麦地那县检察官迪恩·霍尔曼（Dean Holman）认为汤普森也为乔什内的父母提供建议，若出庭代表达斯汀·林奇，会面临比较大的利益冲突。然而法官多番推搪，两个月都没有裁决汤普森的请求，这让他感觉自己无法掌控案件，于是向麦地那县共同辩护法官克里斯托弗·科利尔（Christopher Collier）撤销自己主持此案的资格。最终，林奇自己拒绝了汤普森的提议，撤回申请精神障碍辩护的申请。林奇母亲杰里琳·托马斯（Jerrilyn Thomas）要求科利尔指定汤普森为儿子辩护，表示自己到监狱探望儿子的时候改变了主意，认为儿子的控罪“无关游戏或帕罗西汀，我儿子不是杀人犯”。

##### 田纳西州
2003年10月，汤普森代表一对年年轻轻、承认犯下鲁莽杀人、危害他人安全及袭击的继兄弟，到田纳西州法院递交一项反诉。当事的小兄弟向侦查人员表示犯罪行为是受游戏《侠盗猎车手III》影响，于是汤普森向游戏出版商Take-Two Interactive、游戏机PlayStation 2制造商索尼互动娱乐及零售商沃尔玛索偿2.46亿美元的损失费，指控上述被告方明知或理应知道该游戏会诱发模仿犯罪。2003年10月22日，案件转交至美国田纳西东区联邦地区法院处理。两天后，原告方递交自愿撤诉告知书，案件结案。

##### 阿拉巴马州
2005年，汤普森在亚拉巴马州参与了一场类似的官司，代表杀害警察、报称被迫游玩《侠盗猎车手》的青少年德文·摩尔的家人发起诉讼。参与该案的汤普森因仅此一次临时获准在该州执业，遭到质疑。对方律师表示汤普森曾通过书信和电邮威胁骚扰他们，行为不道德，要求撤销他的特权。法官补充称汤普森在摩尔的刑事审判中违反禁言命令。汤普森申请撤出案件，但被法官驳回，要求继续参与，但临时撤销他加入州律师协会的资格。
汤普森认为法官不顾一切确保摩尔的刑事罪名被定罪。他批评法官有道德问题，指当地一名律师声称能影响法官的判断，确保他的案件遭驳回，除非这名律师加入他的团队。他还指控Rockstar娱乐和Take Two Interactive在他们网站上张贴诽谤他的言论。
结果，汤普森游说阿拉巴马州检察长特洛伊·金发起民事诉讼，呼吁零售商下架“杀警游戏”。之后阿肯色州加斯維爾一名警察被18岁逃犯雅各布·D·罗比达，汤普森又怀疑事件又和《侠盗猎车手》有关，但侦查人员未找到这款游戏涉事的证据。

##### 佛罗里达州
汤普森曾到迈阿密一家百思买，录下员工向当时10岁的儿子出售《侠盗猎车手：罪恶都市》的过程。他随后致信百思买，表示“检控和公关后果会如雪花一样落在你们明尼阿波利斯的总部”。他最终在佛罗里达州起诉这家公司，指其违反向未成年人出售有害性内容的法律。
2005年1月，百思买同意执行现有政策，对尝试购买“M”级游戏的17岁或以下人士检查身份。当时法律未明令禁止向未成年人出售“M”级游戏。

##### 新墨西哥州
2006年9月，汤普森和律师史蒂芬·桑德斯（Steven Sanders）代表波西（Posey）的家人，在新墨西哥州阿布奎基起诉索尼、Take-Two、Rockstar Games和少年杀人犯科迪·波西（Cody Posey），指控对方过失造成三名家人死亡。原告声称科迪·波西“过度沉迷”《侠盗猎车手：罪恶都市》，迷上了暴力行为，犯案不考虑后果，于2004年7月“执行、模仿暴力行为”，枪杀父亲、继母和继妹，将尸体埋在肥料堆。汤普森表示：“波西本质上是在游戏里练习杀人。如果不是《侠盗猎车手》的缘故，三条生命不会白白死去。”
汤普森曾从一名副警长的口中得知游戏和索尼PlayStation 2在案发牧场中被发现，认为游戏教波西“用时髦的方式瞄准开枪，让他变成经验老到的杀人，而没有告诉他实施这种杀人行为需要承受拘禁及责任。”然而被质疑的游戏实际上没有告诉玩家如何使用武器。波西的律师加里·米切尔（Gary Mitchell）表示汤普森在开庭前多次联系他，敦促他在为波西辩护时强调游戏，但波西表示“看不出这有什么好处”。

#### Take-Two回应
2007年3月14日，Take-Two发起诉讼，寻求永久禁制汤普森针对公司发起危害公众的诉讼，阻止非发行的游戏《俠盜獵車手IV》和《俠盜獵魔2》向未成年人出售。诉状认为汤普森的诉讼违反公司的第一修正案权利。对此，汤普森回应称：“我一直在祈祷Take-Two和他们的律师能做些非常愚蠢、天真、糊涂的事情，最好比他们迄今为止所做的更加离谱，好让我利用这些过失摧毁Take-Two。”2007年4月19日，汤普森和Take-Two达成和解，汤普森同意不再寻求法律手段阻止Take-Two销售游戏、扬言起诉公司，或因游戏的销售指责Take-Two有不当行为。
分析师认为，和解可能意味着汤普森不能对Take-Two发表宣言及起诉他们。然而《侠盗猎车手IV》2008年发行的时候，汤普森称该游戏是“自脊髓灰质炎以来我国儿童面临的最严重侵害”，要求明尼苏达州州长蒂姆·普蘭提“追究（明尼苏达州零售商）目标百货及百思买的刑事责任”。他还致信Take-Two主席施特劳斯·泽尼克（Strauss Zelnick）律师，又向泽尼克的母亲发话，指责她儿子“向美国青少年出售GTA IV不择手段。在这个国家，你的儿子说你把他打造成童軍......但我会说，他更像希特拉青年團。”2008年5月1日，汤普森亮相CNN头条新闻频道节目《格伦·贝克秀》，直言性内容使得游戏向未成年人出售成为非法行为。汤普森又投诉芝加哥交通管理局在芝加哥的公交站张贴游戏的广告。

#### GameZone电邮
2013年9月，《侠盗猎车手V》发行首周，汤普森在与GameZone撰稿人兰斯·列布（Lance Liebl）交换的系列电邮中，表达了对游戏的厌恶。游戏发行前夕，华盛顿海军工厂爆发枪击案，福斯新闻频道和MSNBC等传统媒体寻找证据，说明《侠盗猎车手V》等暴力电子游戏在这场残酷的杀戮中发挥了作用，GameZone随后发表文章驳斥该观点。双方的论战引起汤普森的注意，他随后向兰斯发去电邮，表示“美国心理学会已经认为这些游戏和日益频发的侵略性行为之间存在因果关系，国防部就是出于这种目的使用游戏。”列布让汤普森亲身来到他们的网站解释自己的立场，但被对方拒绝，表示游戏玩家“太弱智，不能理解”。

### 《恶霸鲁尼》
自2005年起，汤普森发起行动阻挠Take-Two子公司Rockstar Games发行游戏《恶霸鲁尼》。他认为，游玩这款游戏，“就是在对受到你伤害的人，排练身体报复和暴力行为。然后你们，像科伦拜的埃里克·哈里斯和迪倫·克萊伯德那样，变成彻头彻尾的恶霸。”他指出，游戏“教你如何用霸凌行为霸占你的学校。打人、用弹弓、把人家的头按进肮脏的厕所，游戏中的白人就是这样对黑人实施犯罪。还用棍棒殴打老师和同学，完全疯了。”汤普森起诉了沃尔玛、百思买、目标百货、Circuit City、游戏驿站和玩具反斗城，禁止他们上架游戏。他还到Rockstar位于华盛顿的办公室抗议，这家办公室的员工包括指导组织Peaceaholics的学生。汤普森表示希望像零售商施加压力，让他们拒绝上架该游戏。2006年3月，迈阿密-戴德县公立学校委员会投票一致通过动议，批评这款游戏，敦促零售商不要将游戏卖给青少年。
汤普森还批评比尔·盖茨和微软和Rockstar Games签订在Xbox平台上线该游戏的协议，之后Xbox版因未公开的原因取消，但Xbox 360版数年后发行。2006年8月，汤普森针对最早一批游戏副本申请国会传票，表示如果无法获得众议员克里夫·斯特恩斯的协助，会在迈阿密发起诉讼。游戏发行后，汤普森表示“剑已出鞘，较难收回”。汤普森认为游戏违反佛罗里达州禁止损害社区健康的公众滋扰法律。
Rockstar Games联合创办人特瑞·多诺万（Terry Donovan）回应称：“如果我们是在一心做优秀的游戏，不理会对我们工作的误解，我会更喜欢这部游戏。”由于没有收到Rockstar对提前发行的回应，汤普森向沃尔玛、Take-Two Interactive和游戏驿站发起公众滋扰申诉，要求对方在10月17日发行日前提前给他了解游戏。Take-Two拿了一个副本，让法官罗纳德·弗里德曼（Ronald Friedman）和汤普森于2006年10月12日到法官办公室预览。法官表示看不到限制销售的理由，于次日驳回申诉。汤普森不服法官的裁决，说法官“没有在看游戏，不知道你看到了什么”，指责Take-Two员工演示游戏时避过大量暴力内容。Blank Rome之后提出动议，宣布汤普森的行为是“藐视法庭”。弗里德曼在裁决中进行司法回避，转而向佛罗里达州律师协会投诉汤普森，说他的行为“不专业、卑鄙，没有协会成员的模样”。
汤普森之后注意到在游戏中当主角的15岁男生亲吻其他男生，遂写信给娛樂軟件分級委員會主席帕特里夏·万斯（Patricia Vance）：“我们发现《恶霸鲁尼》存在同性恋内容，（主角）吉米·霍普金斯和其他男同学约会。希望你们的T级评级没出什么事。”分级委员会回应称评级时已注意到相关内容。

### 《侠盗猎魔》
英国莱斯特郡人斯特凡·帕凯拉（Stefan Pakeerah）被朋友沃伦·勒布朗（Warren Leblanc）谋害后，媒体错误声称警方在勒布朗的房间内找到《侠盗猎魔》的副本，让这款游戏和案件牵涉上莫名的关系。警方随后否认两者有关联，澄清游戏出现在帕凯拉的睡房，而不是勒布朗的，动机是与毒品相关的盗窃。然而，汤普森听到谋杀案的消息，表示他早在游戏发行后就写信给Rockstar，警告他们游戏的本质是激发模仿杀人行为：“我早就写信警告他们，肯定有人会模仿《侠盗猎魔》游戏杀人。我们美国每年有十多位儿童游玩了这类游戏，犯下谋杀案，没有一件孤立事件。这类游戏简直就是杀人模拟器，杀人几乎是游戏的日常活动。”之后，帕凯拉的家人聘请汤普森起诉索尼互动娱乐和Rockstar，索偿50万欧元的过失死亡赔偿。
之后续作《侠盗猎魔2》发行，杰克·汤普森扬言会永久禁止游戏发行。汤普森表示计划起诉Take-Two/Rockstar，以“公众滋扰”名义禁绝《侠盗猎魔2》和《侠盗猎车手IV》，表示“Take-Two的《侠盗猎魔》和《侠盗猎车手》明显牵涉着众多杀人案。（我已经）请求Take-Two和零售商停止向儿童销售Take-Two的‘成人级’杀人模拟游戏，但被对方拒绝。法院会要求他们必须遵守‘成人级’标签的逻辑。”Take-Two向美国佛罗里达南区联邦地区法院上诉，认为出于私人娱乐目的购买的游戏不应视作公众滋扰，请求驳回即将到来的诉讼，诉讼随即撤销。翌日，汤普森在个人网站撰文，称“一直在祈祷Take-Two和它的律师做出愚蠢的行为，好让我利用这些过失摧毁Take-Two。下周我反击的时候，大家就知道Take-Two给自己挖坑了。”

### 《真人快打》
2006年10月，汤普森致函Midway Games，要求停止并终止《真人快打》系列最新作《真人快打》末日之战》的销售，指该游戏非法使用他的形象盈利，允许游戏玩家在角色创建选项中，将角色打造成他的模样。Midway未回应他的来信。

### 社会运动与游说行动

杰克·汤普森和尤金·F·普罗文佐认为第一人称射击游戏向儿童教授“高效的杀人技巧”

除了发起官司，汤普森还公开抵制类似的“问题游戏”。研究游戏对儿童影响的迈阿密大学教授尤金·F·普罗文佐和汤普森曾在新闻杂志电视节目《60分钟》上就科伦拜校园事件的影响进行激烈交锋。在这之后，两人成为朋友，表示正合著一本书。在《基督科学箴言报》的联名文章中，两人一致认为“第一人称射击游戏将现实世界的杀人行为浪漫化、琐碎化，危害我们的孩子，教他们侵犯他人，让他们学习高效的杀人技巧。”
汤普森支持各州立法禁止向未成年人出售暴力和色情淫秽游戏。外界顾虑立法行动违反宪法第一修正案，汤普森表示相关游戏是“公共安全危害”。另一方面，他反对希拉里·克林顿提议禁止向未成年人销售娱乐软件分级委员会评定“M”级的游戏的法案，认为该法案“完全违宪”，政府无法执行私营企业的标准，必须交由测试淫秽物品的“米勒测试”定夺。他指控克林顿提出明知违宪的法案，是为了在游戏业界的帮助下找到自己的政治地位。
2005年7月，汤普森致函多位政治人物，敦促对方调查《模拟人生2》中可以通过特殊代码访问的裸露内容。他认为游戏有裸露内容，不适合“T”（青少年）级评级，即适合13岁及以上人士游玩。游戏产商艺电否认有关指控，副总裁杰夫·布朗（Jeff Brown）表示游戏角色在衣服遮蔽下“没有解剖层面的细节”，如同芭比娃娃。至于游戏会给裸体角色身体部位打上马赛克补丁（例如洗澡的时候），布朗表示这是“幽默效果”，否认游戏存在其他不合适的内容。尽管如此，游戏一款资料片删除了能够禁止马赛克效果的游戏控制台代码。官方未给出删除原因。
在路易斯安那州，汤普森协助州众议员罗伊·伯雷尔（Roy Burrell）起草一份2006年法案，禁止向18岁以下的顾客出售暴力游戏。为了避免违宪问题，法案未明确定义“暴力”，改用改版的米勒测试：如果游戏引起“未成年对暴力行为的病态性趣”，明显违反成年人制定的未成年人适宜性标准，缺乏文学、艺术、政治或科学价值，则其销售根据社群标准定义，属于非法行为。法案最终获得州众议院一致投票通过，得到参议院司法委员会同意，但游戏界一片反对声音，认为获通过的法案仍然违宪。《什里夫波特时报》社论认为，法案获汤普森力挺的时候，外界“应该立刻敲响警钟”，形容汤普森“不断追赶文化救护车”。汤普森辩称法案是公共安全的需要，指路易斯安那州至今还没有出现科伦拜式的事件，是一项“奇迹”。随后，娱乐软件协会根据娱乐软件协会诉福蒂案提请诉讼，最终美国地区法官詹姆斯·布兰迪（James Brady）发布初步禁令，暂时禁止法律生效，直至司法部门完成全面审议。2006年11月底，该法律被永久禁止，州政府需要向原告方支付法律费用。布兰迪法官认为路易斯安那州州议员兼州长凱瑟琳·布蘭科浪费纳税人的钱启动这项法律，令人“错愕”。
美国国家媒体及家庭研究院要求汤普森在日后的政治活动中不要带他们的名字。机构主席大卫·沃尔什（David Walsh）表示但凡汤普森提到名字，就会给他们招黑。沃尔什在写给汤普森的公开信中写道：“你的言论夸大其词，你的策略攻击了我非常景仰的人们。”
汤普森还采取行动，影响警方调查在他看来牵涉到游戏的暴力案件。2006年6月2日，他建议路易斯安那州西费利西亚纳堂区警方在调查17岁少年库特·爱德华·尼尔（Kurt Edward Neher）谋杀55岁迈克尔·戈尔（Michael Gore）一案时，应调查尼尔玩的游戏。警长J·奥斯汀·丹尼尔（J. Austin Daniel）表示，尸检报告显示戈尔被殴打致死，脸部中弹。基于这点，汤普森认为“没人会朝别人的脸开枪，除非你是刺客或是游戏玩家。”

### 其他公开言论
汤普森认为華盛頓特區狙擊手攻擊事件的主犯应该是“年纪轻轻的男孩，玩游戏”，错误推测他“可能确实会骑自行车往返枪击地点，枪有被摔坏，踩脚蹬的时候把枪放进背包”。他表示枪手李·博伊德·马尔沃受游戏《最後一戰》“指导”。后来他在新闻节目《今天》中表示：“我推测环城公路狙击手应该是个年纪轻轻的男孩，在游戏的训练下，成为一名狙击手。全国广播公司三个月后的报道的确指出马尔沃玩游戏。约翰·艾伦·穆罕默德安排他接受游戏的训练，让他起了杀心。”约翰·穆罕默德是海湾战争退伍老兵，曾获美国陆军专业枪法徽章。
汤普森还批评改编自《末日迷蹤》系列小说一款基督教题材作品，指这款名叫《末日迷踪：永生部队》的资料单张显示玩家可以在“纽约街头横行霸道”，在“身体和精神层面挑起战争：在战斗中利用祈祷者力量增强部队力量，在游戏世界中使用现代军事武器。”他批评游戏制作方牺牲价值观，表示“有基督教的背景，就说得过去了吗？当然说不过去。这个背景毫无关联，它就是个大型杀人游戏。”小说原作者黎曦庭表示否认，称“与其禁止年轻人参与他们最喜欢的消遣活动，倒不如让我给他们一点正能量。”矛盾使得汤普森与《米日迷踪》及他的著作《Out of Harm's Way》的出版商廷代尔书屋中止合作关系。汤普森没有见过这款在他看来“伤透我心”的游戏，但他表示：“我不用见亚伯拉罕·林肯，就知道他是美国第16任总统。”
2007年4月，赵承熙在弗吉尼亚理工大学犯下枪击案的几小时后，汤普森推测他受《反恐精英》训练：“这款游戏训练着你，给你杀人的场景，让你杀人时心跳不加速。”他认为赵承熙处在“虚拟现实的超现实情形中”。由于枪手犯案四年前读高中的时候，是知名的《反恐精英》玩家，汤普森直言“一般来说，你上大学也不会放弃（打游戏）”。汤普森质疑赵承熙室友声称他只会拿电脑写小说的说法，指“赵承熙可以平静地逐个房间杀人”。赵承熙被确认为枪手前，汤普森将赵承熙脸上的冷峻表情及杀人的效率，归咎于他在游戏中接受枪击案的彩排。然而警方搜查赵承熙宿舍房间，未找到任何游戏，而汤普森引用的《华盛顿邮报》报道后来删除了声称赵承熙在高中时喜欢玩暴力游戏的段落。多方证据力证赵承熙并非沉迷《反恐精英》多年之下，汤普森仍坚持“这不是火箭科学。从未杀过人的孩子突然大开杀戒，像个终结者，他就是个游戏玩家。”汤普森后来致信比尔·盖茨：“盖茨先生，你的公司很可能要为弗吉尼亚理工大学的危害事件负上法律责任。《邮报》的新闻说显示你的游戏是杀人模拟器，教他如何杀人、享受杀人。”然而微软只负责发行游戏的Xbox版本，不是《反恐精英》的开发商。弗吉尼亚州政府委任的调查小组证实赵承熙“玩的是《刺猬索尼克》这样的游戏”，“（他玩的）游戏没有一款是战争游戏，或存在暴力主题”。
2007年12月，汤普森起诉内布拉斯加州奥马哈警察局长托马斯·沃伦，要求他提供在西路商场枪击案中枪杀9人的枪手罗伯特·霍金斯（Robert Hawkins）持有的所有“暴力游戏材料”的情报。奥马哈警方表示相关情报涉及正在进行的刑事调查，不属于公开记录。
2008年2月15日，汤普森声称北伊利诺伊大学枪击案的枪手史蒂文·卡兹米尔扎克（Steven Kazmierczak）受《反恐精英》游戏影响。他表示“我们有一个属于游戏玩家的满洲候选人国，他们其中有些人准备好杀人，愿意去杀人。”他声称，若校方不提供卡兹米尔扎克玩暴力游戏的证据，会采取法律行动。

### 与游戏行业及玩家针锋相对
汤普森的“高调圣战”让他成为电子游戏爱好者的攻击对象，也使他直接和游戏行业及玩家叫板。2005年，他向娱乐软件协会主席道格·洛文斯坦发公开信，仿照乔纳森·斯威夫特的讽刺散文《一個小小的建議》，向游戏产业发出《一个对电子游戏的小小建议》。他表示，如果有游戏公司制作游戏时囊括信中所述内容，他会向Take-Two行政总裁保罗·埃贝尔勒名下的慈善基金会捐1万美元。所述内容为：游戏主角的儿子被爱玩游戏的男孩杀害，为报仇，杀害了业内的众多高管（其中一位的原型为埃贝尔勒），并在E3电子娱乐展大开杀戒。游戏玩家迅速响应，按照他的提议创作了《我很好——杀人模拟器》等作品。结果汤普森说自己的提议是在讽刺，拒绝兑现承诺捐款。

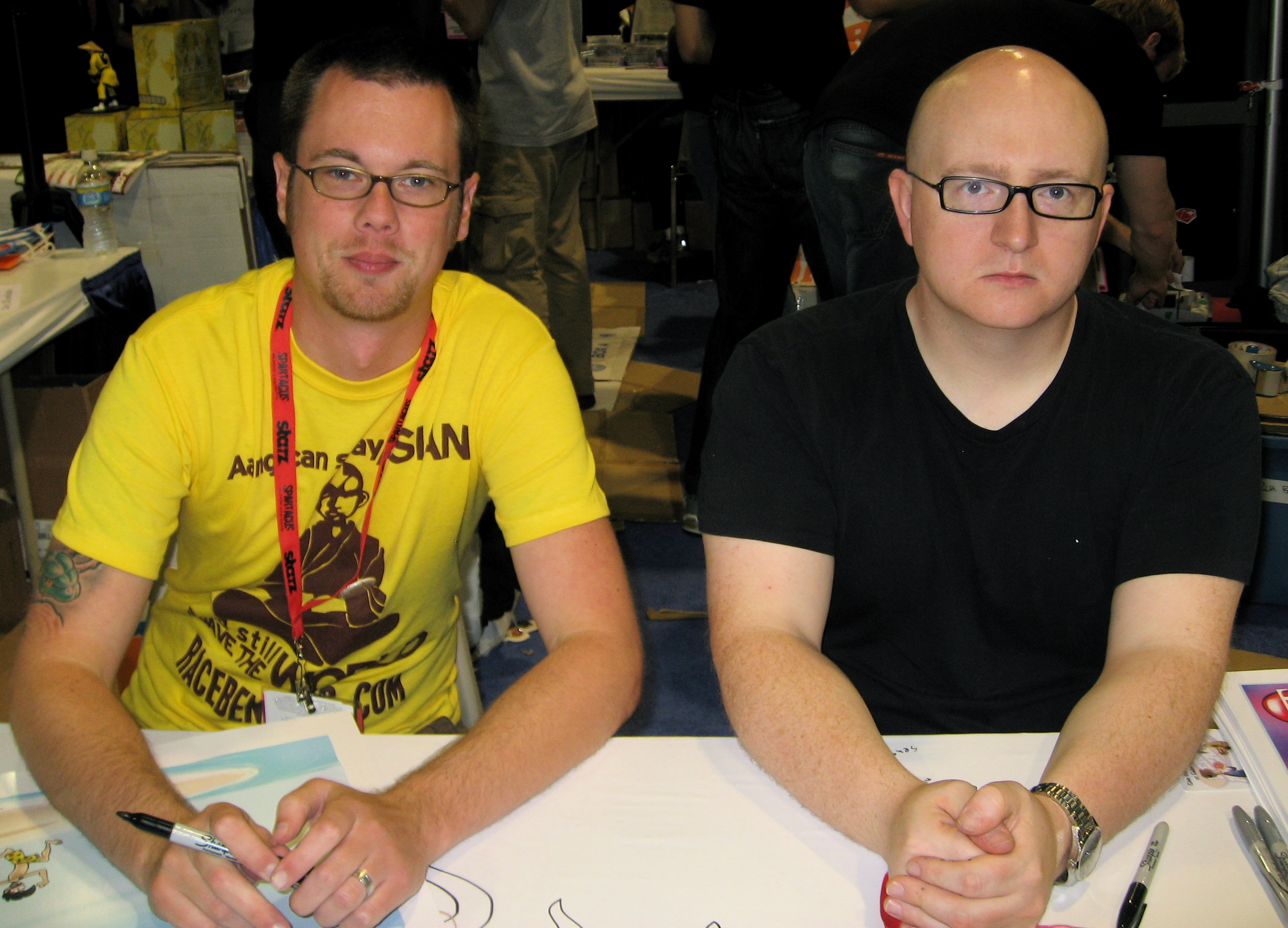
杰瑞·霍金斯（右）和迈克·克拉胡里克（左）代替汤普森捐赠1万美元。

之后，游戏网络漫画《廉价街机厅》作者杰瑞·霍金斯和迈克·克拉胡里克代为捐款1万美元，他们在支票写上备注“帮杰克·汤普森捐的，因为杰克·汤普森不会捐。”汤普森向西雅图警方和联邦调查局报案，要求调查两人在网站发表文章，对他进行“刑事骚扰”的事件，但警方不予立案。其他网络漫画开始经常恶搞汤普森的事件。
2006年，两名密歇根州的玩家发起“向杰克献花”计划，筹措资金为汤普森的事务所送去大量插花。这批花于2月送到，并附上一封邀请汤普森和游戏社群直接对话的信件。汤普森拒绝邀请，将其中一些花送给他的仇人，并附上“把他们连同你们多年来丢弃的体面一起扔掉。我不在乎。碾碎当烟抽吧，如果你们喜欢”之类的留言。
汤普森竭力将弗吉尼亚州理工大学大屠杀和《反恐精英》联系起来，也受到玩家响应。《旧金山纪事报》记者彼得·哈特劳布（Peter Hartlaub）认为游戏网站及互联网留言板上的年轻玩家“充满愤怒”，说他“谎话连篇”，部分内容链接到了逐点剖析汤普森论调的YouTube视频。国际游戏开发者协会执行主任杰森·德拉·罗卡表示：“太伤人了。这些大屠杀追逐者比救护车追逐者还要糟糕，一直在等待这样的机会，好大放厥词。”汤普森说德拉·罗卡是“蠢货”、“混球”，“收了钱不谈（枪击案和游戏的关联）”，说他像那些在九一一袭击事件之前警告政府应该注意恐怖行动的人。德拉·罗卡表示，汤普森之后想和他进行系列的游戏辩论，声称每场活动他们每个人能赚到3000多美元。德拉·罗卡建议他和汤普森都不应该拿活动赚钱，但汤普森拒绝。
2009年7月，娱乐消费者协会主席哈尔·哈尔平公布他和汤普森的电邮交流。他表示：“我一直向成员们发去信息（即时通讯、电邮、Facebook留言等），回复JT上（几乎每天都有）的留言。由于这个人（汤普森）相对来说不是很有害，加上我不会私底下篡改任何内容（就算我不喜欢收到他那充满威胁性的停止并终止信函），我只会把这当成非常一般的邮件交流。”哈尔平和汤普森自1998年以来就开始针锋相对，当时哈尔平是游戏零售贸易协会IEMA的主席。此次交流是由哈尔平在IndustryGamers.com发表客座社评《认知就是一切》（"Perception is Everything"）所引起的，他在文中呼吁消费者产业公开抵制游戏玩家的负面刻板印象。
2011年3月，汤普森电邮Valve总经理加布·纽维尔，要求下架Checkerboarded Studios利用该公司Source引擎开发的校园枪击模组《北美校园枪击之旅2012》，认为Valve参与该模组的开发。他在信中认为《半条命》与古騰堡中學校園槍擊案和弗吉尼亚理工大学校园枪击案有直接关系。Valve最终于3月18日下午5点下架模组。

## 电台节目风波
2004年，汤普森向联邦通信委员会投诉，成功让佛罗里达州奥兰多一家电台下架霍华德·斯特恩的节目。汤普森反对斯特恩在节目中使用淫秽语言，认为“要么转播方接受几十年来法律对行为操守的轻微约束，开始改变行为，要么让公众用日益加深的愤怒促使联邦政府作出更为可怕的回应”。汤普森表示曾受到斯特恩听众的死亡威胁，表示“你得想想霍华德·斯特恩听众的智商。很明显他们没想到我有来电显示服务。”
就在他反对斯特恩的时候，有一次采访的记者表示2004年一位名叫迈克尔·赫尔南德斯的14岁少年杀害同班同学，他在日记中经常向上帝祈祷，问汤普森会不会按照他的标准，就此谴责基督教。汤普森回答：“《圣经》没有鼓动大家谋杀无辜的人，《侠盗猎车手》有鼓动，伊斯兰教有鼓动。”随后他扩大自己的言论：“伊斯兰教鼓动大家谋杀无辜的人。《古兰经》认为异教徒——不管是犹太教徒还是基督教徒——都应该被杀害......这是这个宗教的核心要素......穆罕默德是个杀害异教徒的海盗，一直提倡杀害异教徒，不是个善类。奥萨马·本·拉登一直在追随这个优良传统。”
后来，CBS消掉斯特恩节目期间插播的天狼星XM广告，使得斯特恩与其产生法律纠纷。在此期间，汤普森公开为斯特恩辩护，认为CBS可以用消除脏话的新技术屏蔽斯特恩提及天狼星的内容。汤普森认为，CBS之所以没删掉斯特恩的节目，是因为斯特恩《Arbitron》节目的收听率仍然很高，而且可以说，仍然有非常多的人每天去听他跟CBS的仇恨，以及他转到天狼星的消息。换而言之，CBS是在用斯特恩转到天狼星这件事赚钱。
CBS总裁莱斯利·穆恩维斯回应称：“你知道吗？你不能让大家指挥你什么节目能播，什么节目不能播。如果真那么做，下个礼拜开门的时候，就有人说‘把大卫·莱特曼或者《CSI犯罪现场》拿下’，或者说‘你知道吗？《人人都爱雷蒙德》都像我上个礼拜去做爱，或者说像个70岁老头——你知道的，我们都知道彼得·博伊尔和多丽丝·罗伯茨做爱、所以把它拿下’。我们可不能让这种事情出现。”

## 佛罗里达州律师协会

### 反对行动
1993年，汤普森要求佛罗里达州的一位法官裁定佛罗里达州律师协会违宪，理由是协会就宗教信仰问题就他进行追杀，批评协会亲同性恋、人文主义者及自由主义议题，将“政府三大职能纳入组织，成为佛罗里达州最高法院的“左膀右臂”，违反宪法要求分权与制衡的规定。最终汤普森收取2万美元的庭外和解金。
2002年1月7日，汤普森致函佛罗里达州最高法院，恳求对律师协会采取行动。诉状于2002年1月10日获法庭接纳，被视为对律师协会发出执行令状的请愿。没等法庭采取相关行动，汤普森又在2002年1月28日发信，自行撤回诉讼。诉状与2002年1月30日获法庭接纳，于2002年2月28日发出驳回令。
2006年1月，汤普森要求美国司法部调查律师协会的做法。在写给佛罗里达州南区代任联邦检察官亞歷山大·阿科斯塔的信中，汤普森指控佛罗里达州律师协会及其代理组织参与有记录的非法活动，用明知故犯的手段削弱第一修正案赋予我的人权，而这种活动只可能会被视作敲诈勒索式的犯罪活动。
2006年4月，汤普森向美国佛罗里达南区联邦地区法院发去针对佛罗里达州律师协会的诉状，指控协会调查他仇家作出的毫无根据的道德投诉，以此对他进行骚扰。他指控协会犯有五项罪名，索要100多万美元的精神损失费。案件显示，律师协会正追查迈阿密蒂·卡德纳斯律师事务所（Tew Cardenas）律师劳伦斯·凯洛格（Lawrence Kellogg）和阿尔伯特·卡德纳斯及费城Blank Rome律师事务所两名律师对他提出的无根据道德投诉，侵犯他的宪法权利。另一方面，律师协会认为汤普恩侵犯协会禁止律师对法官、其他律师或法院工作人员发表贬损言论的规定。后来汤普森向法院提出动议，希望能调解和律师协会的争端。他表示：“我喜欢我做的事情，我觉得我有在公共文化战争中惹恼大家的第一修正案权利。”他对自己提交的联邦诉讼持乐观态度： “我100%确定它会带来改变，不然我不会起诉。”
2006年4月25日，佛罗里达州律师协会提交动议，希望驳回汤普森的诉状，理由有多个，其中一个是诉状没有提到他可以获得的赔偿。协会还认为自己绝对可以免除因纪律职能而引起的诉讼责任，而宪法第十一条修正案也禁止汤普森索要赔偿，法庭应该依据扬格诉哈里斯的弃权原则撤销诉讼。2006年5月4日，汤普森提出动议，要求本身是律师协会会员的法官费德里科·莫雷诺回避案件，莫雷诺于2006年5月9日以“非常谨慎”为由回避，指派首席法官威廉·兹洛赫（William Zloch）跟进后续行动。尽管如此，汤普森还是没有回应协会要求驳回案件的动议。最终，2006年5月17日，汤普森向法庭发出“自愿驳回通知”，案件在没有偏见的情况下撤销。

### 申诉
2007年10月，时任美国地区首席法官费德里科·莫雷诺封存汤普森在律师协会案件中提交的描绘“同性恋性行为”的文件。美国地区法官阿达伯特·乔丹曾就这些文件要求汤普森说明理由，解释为什么不向法院的律师录取、同行评审和律师申诉特设委员会（Ad Hoc Committee on Attorney Admissions, Peer Review and Attorney Grievance）申诉。后来汤普森答应不提交色情文件，案件被驳回。之后他向美国司法部代部长彼得·凯斯勒及参议员派屈克·萊希和阿伦·斯佩克特写信，要求乔丹辞职，理由是他20年来一直与佛罗里达州律师诺姆·肯特串谋对他进行纪律处分。
2008年2月，佛罗里达州最高法院下令汤普森说明理由，解释法院为什么不应该拒绝他日后提交诉状，除非这些诉状得到律师协会另一位成员的确认。最高法院称他的诉状“内容重复、态度轻佻，有辱法庭的正直”，并特别点出其中一份“法庭无法理解他论点”的诉状，当中他对一本“成人漫画”提出动议，指其中印有大量不恰当图片，包括卍标志、袋鼠法庭、复刻美元钞票、卡通松鼠、保罗·西蒙、保羅·紐曼、雷·查尔斯、压着“掌掴”一词的手印、律师协会会长本尼迪克特·P·库恩（Benedict P. Kuehne）、埃德·布拉德利、杰克·尼科尔森、大法官克拉倫斯·托馬斯、尤利烏斯·凱撒、猴子及一间纸牌屋（具体内容参见）。他认为法庭命令“严重侵犯”他的宪法权利，“厚颜无耻地”废除请求政府解决不满情绪的第一修正案权利。为此，他向美国司法部长迈克尔·穆凯西写信，认为法庭向他发出说明理由状是在报复他通过法庭寻求赔偿。
2008年3月20日，佛罗里达州最高法院正式制裁汤普森，要求他日后递交诉状时需要由佛罗里达州律师协会的一名成员签名，不可以自行签名。法庭还认为汤普森屡次以“漫无边际、争论不休和轻蔑”的方式回应说明原因状，指这种命令“奇怪”、“白痴”。

### 摘牌
2007年2月，佛罗里达州律师协会就汤普森有职业不当行为的指控启动摘牌程序，理由是大量人士递交单独诉状，指控汤普森作出诽谤性虚假陈述，意图羞辱、捉弄、骚扰或恐吓他们。诉状显示，汤普森指控阿尔伯特·卡德纳斯（Alberto Cardenas）“向儿童散发色轻内容”，认为这位主审德文·摩尔案的阿拉巴马法官“破坏规则，甚至是阿拉巴马州律师协会的规则，自以为这些规则对他没用”，并向Blank Rome的合伙人写信，说“您的律师事务所通过各种方式，积极且有意地为向未成年人传播性材料犯罪提供便利。”汤普森声称这些投诉违反了国家的宗教保护，因为他的倡议是根据自己基督教信仰提出的。
2008年5月，迈阿密-戴德巡回法官达瓦·突尼斯（Dava Tunis）审查完2400页的抄本及1700页证物，认为汤普森被控的31项罪名中，有27项有罪，包括向法庭作出虚假陈述、贬低和羞辱诉讼当事人和其他律师、在佛罗里达州以外的地方不当执业。报告公布第二天，汤普森向佛罗里达州最高法院提出动议，认为突尼斯的报告缺少细节，提议含糊不清。此前，汤普森曾试图让突尼斯放下他的案件，并向负责调查法官的州司法资格委员会提起诉讼。
2008年6月4日，检察官希拉·图马（Sheila Tuma）建议“加重取消”汤普森的律师资格，认为汤普森继续出现不当行为，且已经形成一种模式，还不断否认自己有不当行为。加重出牌将使律师重新申请执业资格的期限从五年延长至十年。被阻止在纪律听证会的开头发表谈话后，汤普森将写好的反对意见发给律师、法庭书记员、新闻记者，便离开法庭，称针对他的司法程序是“星室法庭”、“袋鼠法庭”。
2008年7月8日，法官突尼斯建议永久撤销汤普森的执业资格，并要求他向佛罗里达州最高法院缴纳43,675.35美元罚款，称他“继续进行不当行为，无情、持续不断地对没有关系的个人强加这种不当行为模式，对不当行为没有悔意乃至丝毫认识，和先前一样继续公开训斥他人......在牵扯到大量完全不相干案件及个人的很长一段时间内，被告表现出一种严厉、广泛、反复和故意打击的行为模式，只是为了给他自以为妨碍到自己事业的人制造麻烦、困扰及痛苦......他没有依照职业行为规范行事，而是采取一切能用的手段恐吓、骚扰或贬损他自以为反对自己的人。”2008年9月25日，法庭采纳法官意见，下令在命令下达30天内永久撤销汤普森执业资格，让汤普森结束他的工作。汤普森后来向美国地区法院申请紧急中止佛罗里达州最高法院的命令，最终被驳回。汤普森在写给媒体的电子邮件中回应了法庭裁决：“撤销职业资格的时机让法庭的动机昭然若揭：汤普森上个礼拜五才对律师协会、最高法院及其所有七名法官提起了联邦民权诉讼，现在这么急下达撤销资格的裁决，无疑报复他提请联邦诉讼。面对如此愚蠢的敌人，汤普森所需要的，只有最忠诚的朋友。”他在电邮结尾附上法庭裁决，并说“从现在开始，事情会很有趣”。
2009年9月19日，汤普森宣布会继续执业到2009年10月1日，说自己“从未被除牌”，因为让法院要他除牌的命令是无效的。他还说律师协会够胆就来阻止他。

## 其他活动
1992年，汤普森的一纸诉讼让佛罗里达州州长吉姆·史密斯收回了对迈阿密电影节的2.5万美元资助。汤普森声称电影节利用国家公帑展示色情电影。对此，美国公民自由联盟提名汤普森“年度艺术监督员”。次月，汤普森面临着律师资格被撤销的困境，被控在指控德郡（Dade County）知名律师斯图尔特·Z.格罗斯曼（Stuart Z Grossman）撒谎。最终，他承认违反律师专业行为规则，包括没有事先联络当事人律师便与其见面的指控，同意支付3000美元罚金并接受公众谴责。
1999年，汤普森代表11岁上吊自杀男孩布鲁斯·基尔达夫（Bryce Kilduff）的父母。警方认为死亡是一场意外，基尔达夫则模仿了喜剧中心连续剧《南方公园》角色肯尼·麦克康米克，但父母表示布鲁斯没看过这部剧。汤普森要求喜剧中心停止向儿童宣传该剧及周边产品：“要知道，整个节目的痛点是剧中角色的动作孩子们模仿起来十分酷。”
被剥夺资格之前，律师诺姆·肯特（Norm Kent）对汤普森提起个人诉讼，最终汤普森向肯特支付了5万美元诽谤赔偿费。汤普森以官司和口供威胁肯特客户比斯利广播集团雇员，扬言要诉诸法律，除非肯特愿意放弃他的案子。
2005年1月，比斯利雇佣劳伦斯·A.克罗格（Lawrence A. Kellogg）法律事务所律师蒂温·卡德纳斯应对汤普森的威胁。因为克罗格推出了与汤普森的会面，他于3月17日针对事务所名誉合作伙伴、佛罗里达州共和党前主席艾尔·卡德纳斯发起运动，致信媒体、佛罗里达州检察长查理·克里斯特和佛罗里达州州长杰布·布什，指控他在私底下“敲诈整个州”。之后，克罗格控诉佛罗里达州律师工会，而这很大程度上决定汤普森被夺权。
4月30日，汤普森扩大了针对卡德纳斯的运动，让他就成为历史悠久的黑人大学佛罗里达农业和机械大学的受托人而难堪。在发送给农机大学主席卡斯特尔·V.布莱恩特、媒体、州检察长和州长的电邮中，他引用《霍华德·斯登秀》一位来访者的种族主义言论，暗指卡德纳斯“将利益看得比种族关系要重”，尽管比斯利是转播斯登节目电视台的老板，但他不是卡德纳斯的客户。
2007年2月21日，汤普森向佛罗里达州司法资格委员会控诉法官拉里·塞德林（Larry Seidlin），指控塞德林在对安娜·妮可·史密斯的尸体进行听证时，“违反所有法律经典”。2007年6月28日，汤普森向国家检察官办公室提出申诉，要求塞德林就不当收受昂贵礼品接受调查和控诉。
2008年3月，汤普森要求纽约最高法院上诉部门立即暂停前州长艾略特·斯皮策的法律执照，在报告中宣称他光顾卖淫团伙。汤普森表示，上诉司第一部门纪律委员会应停止斯皮策的打官司权限，直至问题解决，指出斯皮策在最初的公开道歉中未宣告无罪。
2016年4月，在Inverse的采访中，汤普森透露自己在向佛罗里达州监狱系统的囚犯教授公民课程，包括在大沼泽地惩教所教美国历史及宪法。

### 与Facebook的官司
2009年9月29日，汤普森在美国佛罗里达南区联邦地区法院起诉Facebook，声称网站没有删除用户在多个群组发表的愤怒贴文，给他造成“巨大伤害和苦恼”，索偿4000万美元。不到两个月，汤普森就撤回案件。网络法律律师帕里·阿夫塔布认为汤普森不太可能成功，因为美国《通信规范法》规定Facebook等公司在大多数情况下不对用户在网站中的行为负责任。